# Falcó de l'Amur
El falcó de l'Amur (Falco amurensis) és una espècie d'ocell rapinyaire de la família dels falcònids (Falconidae) que habita zones obertes de Sibèria oriental, est de la Xina i nord de Corea, passant l'hivern en Àfrica Meridional. El seu estat de conservació es considera de risc mínim.